# Abenteuer Menschheit
Abenteuer Menschheit ist ein eigenständiges Brettspiel aus der Catan-Familie von Klaus Teuber für drei bis vier Spieler, das 2002 bei der Kosmos Spiele-Galerie (Franckh-Kosmos) erschien. Zeitgleich (Heft 46 bis 52) veröffentlichte der Stern eine siebenteilige Artikelserie, die sich mit der Entwicklung der Menschheit beschäftigte, sowie ein Buch.
Die Grafiken und Illustrationen des Spiels stammen von Michaela Schelk und Tanja Donner.

## Spielmaterial
Spielmaterial aus Pappe
- 1 Spielplan (Karte der Erde „auf Catanisch“)
- 4 Übersichtstafeln mit Baukosten und Gedächtnisstützen
- 32 Völker-Chips, runde Chips mit Gesichtern und verschiedenen Hintergrundfarben, die Bewohner und bewohnbare Orte der Kontinente markieren:
  - 8 Asiaten (gelb)
  - 8 Austronesier (braun)
  - 8 Indianer (rosa)
  - 8 Indogermanen (weiß)
- 18 rechteckige Ereignis-Chips
- 2 Aufsteller-„Störfiguren“
  - 1 Neandertaler
  - 1 Säbelzahntiger
- 10 sechseckige Wüsten-Felder

Spielmaterial aus Holz
- 8 Nomaden (runde Türmchen), je 2 × blau, ocker, rot und weiß
- 20 Stämme, je 5 blau, ocker, rot und weiß (Figuren, die möglicherweise ein flackerndes Lagerfeuer darstellen sollen, aber auch „Krönchen“ oder „Schiffe“ sein könnten)
- 16 Markierungssteine (Würfel-förmig), je 4 × blau, ocker, rot und weiß
- 2 sechsseitige Zahlenwürfel (weiß, mit schwarzen „Augen“)

Spielmaterial aus Kunststoff
- 2 Bodenplatten für die Aufsteller „Störfigur“

Spielkarten
- 80 Rohstoffkarten:
  - 20 × Fell (Hintergrund: Wald)
  - 20 × Feuerstein (Hintergrund: Gebirge)
  - 20 × Fleisch (Hintergrund: Hügelland mit Jägern und Wildpferden)
  - 20 × Knochen (Hintergrund: Steppe mit Jägern und Mammuts)
- 10 Siegpunktkarten
  - 4 × Anpassung, je 1 × Asiaten, Austronesier, Indianer und Indogermanen
  - 1 × Erkundung
  - 4 × Kunst, je 1 × Höhlenmalerei, Schmuck, Tierplastik und Venus
  - 1 × Verbreitung

sonstiges Material
1 Spielanleitung (8 Seiten, mehrfarbig)

## Spielprinzip
Zu Beginn des Spieles startet jeder Spieler mit drei Stämmen in Afrika, das im Laufe des Spieles verödet. Wie in den anderen Catan-Spielen liefern die einzelnen Landschaften, an denen die Stämme siedeln, Erträge, hier sind es Fleisch aus dem tierreichen Hügelland, Knochen von den Tieren der Steppe, Feuerstein aus dem Gebirge und Felle von den Tieren des Waldes. Analog der menschlichen Entwicklung machen sich Nomaden aus Afrika auf den Weg die Erde zu erobern und gründen in den anderen Kontinenten neue Stämme. Um an die entlegensten Orte zu kommen, müssen sich die Spieler in den Bereichen Jagd und Kampf, Kleidung, Konstruktion sowie Nahrung weiterentwickeln. Für die erste Stufe der Entwicklung muss jeweils ein Feuerstein gezahlt werden, die 2. Stufe erfordert Knochen, die 3. und 4. Stufe Feuerstein und Knochen und die 5. Stufe Fell, Feuerstein und Knochen. Die 5. Stufe jedes Bereiches kann aber nur jeweils ein Spieler erreichen, sie zählt einen Siegpunkt. Gestört wird die Ausbreitung der Spieler durch die in Eurasien ansässigen Neandertaler, die bei einer sieben innerhalb Eurasiens versetzt werden. Zudem erlaubt es jede Fortentwicklung im Bereich Jagd und Kampf oder das Aufdecken von speziellen Ereignischips den Neandertaler oder das in Australien und Amerika beheimatete Raubtier zu versetzen. Von diesen besetzte Landschaften produzieren dann keine Rohstoffe mehr. Wer bei einer Sieben mehr als sieben Rohstoffkarten auf der Hand hat, muss die Hälfte davon abgeben, bei einer ungeraden Mengen wird im Gegensatz zu den anderen Catan-Spielen aber aufgerundet.
Das Spiel endet, sobald ein Spieler zehn Siegpunkte erreicht. Dabei zählt jeder Völkerchip, den man durch Gründung eines Stammes erhält einen Siegpunkt, hat man in vier Kontinenten Stämme gegründet bekommt man die Karte „Verbreitung“, die zwei weitere Siegpunkte einbringt. Weitere Siegpunkte werden durch die Karten „Anpassung“ erhalten, die durch das Aufdecken von Ereignischips erhalten werden können.

## Verfügbarkeit
Das Spiel ist beim Verlag vergriffen. Im Oktober 2022 erschien im gleichen Verlag eine Neuausgabe als „CATAN - Aufbruch der Menschheit“.

## Übersetzungen
- Englisch: The Settlers of the Stone Age (Mayfair Games) – mit anderem Schachtelcover
- Niederländisch: De Kolonisten van de Prehistorie (999 Games) – mit anderem Schachtelcover
- Russisch: Каменный век (deutsch Steinzeit)